# Michaił Zalesski
Michaił Nikołajewicz Zalesski, ros. Михаил Николаевич Залесский (ur. 4 czerwca 1905 r. w Symferopolu, zm. 22 marca 1979 r. w San Francisco) – rosyjski poeta, pisarz i publicysta, działacz emigracyjny.
W 1919 r. w wieku 14 lat wstąpił do wojsk Białych gen. Atona I. Denikina. Wkrótce odkomenderowano go do dońskiego korpusu kadetów. W listopadzie 1920 r. wraz z wojskami Białych został ewakuowany z Krymu do Gallipoli. Na emigracji zamieszkał w Królestwie SHS, kontynuując naukę w rosyjskim korpusie kadetów. Pisał wiersze. W 1925 r. rozpoczął studia chemiczne na uniwersytecie w Zagrzebiu. Na początku lat 30. wstąpił do Narodowo-Robotniczego Związku Nowego Pokolenia (NTS). W latach 1942–1944 z ramienia NTS prowadził nielegalną działalność konspiracyjną na okupowanych terenach ZSRR (Mińsk, Charków, Kijów). Po zakończeniu wojny zamieszkał w Monachium. Pracował w Instytucie Badań nad Historią i Kulturą ZSRR. Jesienią 1949 r. wyemigrował do USA, gdzie żył w San Francisco. Zorganizował, a następnie przewodniczył miejscowemu oddziałowi NTS. Działał w Związku Kozackim i Stowarzyszeniu Kadeckim. Pisał artykuły i recenzje literackie do pisma „Russkaja żyzń”. W 1978 r. został opublikowana jego książka pt. „Sława kazaczja”. Pośmiertnie w 1981 r. wydano zbiór poetycki pt. „Złatocwiet. Stichi. 1924-1975”.